# Coloma (Avià)
Cal Coloma o simplement la Coloma és una masia del municipi d'Avià, al Baix Berguedà. Cal Coloma és al veral de Cal Guixé, a la Rovira, al municipi d'Avià, al sud-est del camp de futbol municipal. Cal Ramonet, Cal Janó, Ca la Verònica i el Mas la Parera són les masies més properes a Cal Coloma.
Cal Coloma és una masia orientada al sud de diversos cossos, el principal de planta rectangular, estructurat en planta baixa i dos pisos superiors. La seva coberta és a dues aigües amb teula àrab. El parament és a base de pedres de diverses mides sense treballar unides amb molt morter i deixat a la vista. La porta d'accés és un arc de mig punt adovellat amb carreus ben escairats. Sobre seu hi ha un balcó amb obertura allindanada. La resta d'obertures estan disposades de forma arbitrària; a l'últim pis hi destaquen dues obertures de grans dimensions a la zona dreta, amb balcons de totxanes que donen a l'assecador. Pel que fa a la resta de cossos, són de planta baixa, arrebossats. Aquests presenten un aspecte molt diferent de la masia pròpiament dita, segurament perquè pertany a una campanya constructiva posterior.
La casa actual és una construcció nova que es va fer el 1984 per a substituir una antiga construcció de la que només en resten trossos de 40 cm d'alguns murs i que s'utilitzen coma marges dels camps dels conreus del voltant. La casa vella havia patit diverses reconstruccions i era feta de pedra. Aquesta tenia un assecador obert a les golfes. La casa actual no té cap interès, ja que no conserva res de l'antiga construcció.
Està catalogada al mapa de patrimoni de la Generalitat de Catalunya amb el número 2986 (1983) i al mapa de patrimoni de la Diputació de Barcelona té el número d'element 08011/119. És un edifici que té un ús productiu i que està en estat de conservació dolent. Gaudeix de protecció legal al BPU i ZEA, al POUM d'Avià i al DOGC del 12 de juliol de 2011. Concretament, el que està protegit és l'entorn de la zona. A Coloma s'hi ha fet un projecte per a donar feina als nens disminuïts psíquics del Berguedà que s'havien format a la Llar Santa Maria de Queralt de Berga. A més d'una bugaderia, a Coloma hi ha granges de cria i engreix de conills i gallines.

## Història
A l'edat mitjana ja existia l'antiga casa de Coloma. El 1984, com que l'antiga casa estava molt malmesa, es va enderrocar i s'hi va construir un edifici nou per tal d'albergar-hi una granja i una bugaderia per a donar feina a disminuïts psíquics del Berguedà que té el nom de Taller Coloma.
En un document de 1338 es documenta a Guillem de Coloma d'Avià quan va comprar un terreny del mas Grau de Coforb (Capolat). El 1353 hi ha un document d'establiment emfitèutic d'una casa de Sallagosa, a Berga que fou fet per Elicsena, dona de Ramon de Coloma d'Avià.
Un document del 1406 es refereix a una vinya i un terreny de Pere de Coloma. El 1447 se cita a Joan de Coloma d'Avià, que havia mort intestat, raó per la qual els seus fills, el 1496, van vendre el mas de Coloma, que estava en alou del Monestir de Ripoll, a Joan Mas. Aquesta última és la referència directa més antiga de Cal Coloma. La masia també apareix en el fogatge de 1553 i a diverses fonts del segle xvi. El cadastre de 1767 i l'amillarament de 1856 són altres documents destacats a on surt esmentat el mas.